# Erythraenus borneensis
Erythraenus borneensis är en skalbaggsart som beskrevs av Henry Walter Bates 1875. Erythraenus borneensis ingår i släktet Erythraenus och familjen långhorningar.
Artens utbredningsområde är Sarawak. Inga underarter finns listade i Catalogue of Life.